# آزنیو پطروسیان
آزنیو پطروسی پطروسیان (ارمنی: Ազնիվ Պետրոսի Պետրոսյան؛ انگلیسی: Azniv Petrosyan؛ زادهٔ ۸ ژانویهٔ ۱۹۰۳ - درگذشته ۲۷ دسامبر ۱۹۷۱) زیست‌شناس در زمینه میکروب‌شناسی و استاد اهل ارمنستان بود.

## زندگی‌نامه
وی در ۲۱ ژانویه [سبک قدیمی: ۸ ژانویه] ۱۹۰۳ در وان به دنیا آمد و از دانشگاه دولتی ایروان (۱۹۲۵) فارغ‌التحصیل گشت. وی همچنین برنده جوایزی همچون نشان لنین و دانشمند شایسته ارمنستان شوروی (۱۹۶۵) شد. وی در ۲۷ دسامبر ۱۹۷۱ در سن ۶۸ سالگی در ایروان درگذشت.

## یادداشت
1. ↑  կենսաբանական գիտությունների դոկտոր